# Helen Boughton-Leigh
Helen Boughton-Leigh (geborene Bendelari, später McAlpin; * 15. Januar 1906 in Cleveland; † 28. Dezember 1999 in Palm Springs) war eine britisch-amerikanische Skirennläuferin.

## Karriere
Boughton-Leigh begann ihre internationale Karriere im Jahr 1928. In dieser Zeit gelang ihr der größte Erfolg ihrer Karriere. So wurde sie 1932 beim Slalom des Arlberg-Kandahar Rennens Vierte. Ein Jahr später, bei den 3. Alpinen Skiweltmeisterschaften in Innsbruck wurde sie hinter der Lokalmatadorin Inge Wersin-Lantschner Vizeweltmeisterin im Slalom. Dies war zudem die erste Weltmeisterschaftsmedaille für eine Frau bei Wettkämpfen der FIS. In der Kombination belegte sie Platz 4, nur knapp hinter ihrer Teamkollegin Jeanette Kessler.
1935 wechselte Boughton-Leigh zum US-amerikanischen Verband, konnte jedoch nicht mehr an die Leistungen der vorangegangenen Jahre anschließen. Ihr bestes Ergebnis bei einem Großereignis für die Vereinigten Staaten war ein 7. Platz in der Kombination bei den Weltmeisterschaften 1935 in Mürren.
1936 nahm sie an den Olympischen Winterspielen in Garmisch-Partenkirchen teil, wobei sie den 21. Platz in der Kombination belegte.
1937 beendete Boughton-Leigh ihre Karriere, blieb jedoch dem Skisport verbunden. So war sie Gründerin des Snow Chaser’s Ski Club in Morristown, New Jersey. 1968 wurde sie in die US Ski Hall of Fame aufgenommen.

## Privates
Ihren ersten Ehemann, den britischen Skirennläufer Egerton Boughton-Leigh, heiratete sie im Jahr 1927. Durch ihn erhielt sie auch die britische Staatsbürgerschaft. 1934 erfolgte die Scheidung. Während der Winterspiele in Garmisch lernte sie den Eishockeyspieler Malcom McAlpin kennen, den sie ein Jahr später heiratete. Die beiden blieben bis zu seinem Tod im Jahr 1985 verheiratet. Sie verstarb am 28. Dezember 1999.

## Erfolge

### Olympische Winterspiele
- Garmisch-Partenkirchen 1936: 21. Kombination

### Weltmeisterschaften
- Cortina d’Ampezzo 1932: 7. Slalom, 12. Kombination, 23. Abfahrt
- Innsbruck 1933: 2. Slalom, 4. Kombination, 8. Abfahrt
- St. Moritz 1934: 23. Abfahrt
- Mürren 1935: 7. Kombination, 10. Abfahrt, 12. Slalom
- Innsbruck 1936: 21. Slalom, 21. Kombination, 22. Abfahrt

### Weitere Erfolge
- Platz 4 beim Slalom des Arlberg-Kandahar Rennen (1932)
- Platz 6 bei der Abfahrt des Arlberg-Kandahar Rennen (1933)